# Кадыркулов, Нурзат Бообекович
Нурзат Бообекович Кадыркулов (17 июля 1980) — киргизский футболист, полузащитник, футбольный тренер.

## Биография
Дебютировал в высшей лиге Кыргызстана в 16-летнем возрасте в составе «Алги-ПВО» в 1996 году. В 1997—1998 годах играл за «Дордой» в первой лиге. С 1999 года выступал за бишкекское «Динамо», в том же сезоне стал чемпионом Кыргызстана, а в последнем матче сезона против «КВТ-Динамо» из Кара-Балты (8:0) забил свой первый гол в высшей лиге. В ходе сезона 2001 года покинул «Динамо», когда команда находилась в финансовом кризисе и была переименована в «Эркин-Фарм».
С 2001 года играл за «Дордой» (позднее — «Дордой-Динамо»), в его составе провёл 5 лет, становился чемпионом и призёром чемпионата Кыргызстана. В конце карьеры выступал за резервный состав «Абдыш-Аты».
В 2014—2015 годах работал главным тренером бишкекской «Алги», в 2014 году привёл команду к бронзовым наградам чемпионата. Позднее продолжал работать в тренерском штабе клуба.